# Phượng Dương
Phụng Dương (chữ Hán giản thể: 凤阳县, Hán Việt: Phụng Dương huyện) là một huyện thuộc địa cấp thị Trừ Châu, tỉnh An Huy, Cộng hòa Nhân dân Trung Hoa. Huyện này có diện tích 1920 km2, dân số 710.000 người, mã số bưu chính 233100. Huyện lỵ ở trấn Phủ Thành. Về mặt hành chính, huyện Phụng Dương được chia thành 14 trấn, 1 hương.
- Trấn: Phủ Thành, Lâm Hoài, Vũ Điếm, Tổng Phô, Bản Kiều, Đại Miếu, Tây Tuyền, Ân Gian, Hồng Tâm, Lưu Phủ, Đại Khê Hà, Tiểu Cương Thôn, Hoàng Nê Phô.
- Hương: Mai Thị, Quan Đường, Hoàng Loan, Lượng Cương, Chu Vu, Nhị Phố, Tảo Hạng, Ngư Nghiệp.

## Nhân vật nổi bật
- Minh Thái tổ Chu Nguyên Chương